# Вступ Марокко до Європейського економічного співтовариства
Заявка Марокко на членство в Європейських Співтовариствах відноситься до заявки на членство в Європейських Співтовариствах, поданої королем Марокко Хасаном II під час Європейської Ради 25 і 26 червня 1984 року у Фонтенбло і оприлюдненої пресою. Вона була відхилена в жовтні 1987 року.

## Минулі стосунки
Перше партнерство між Марокко та тим, що стане Європейським Союзом, було започатковано в 1969 році з підписанням торговельної угоди. Тоді в 1976 році була підписана нова комерційна угода.

## Процедура

### Подання заявки
Прохання було зроблено у Фонтенбло під час європейського саміту 25 і 26 червня 1984 року. Вона була оприлюднена 10 листопада 1984 року під час інтерв'ю з королем Хасаном II, опублікованому в газеті Le Monde.

### Реакція європейських інституцій

#### Запит парламенту до Європейської комісії
Після подання заявки на членство депутат Європарламенту Карел ван Міерт поставив наступне питання до Комісії Європейських Співтовариств 10 грудня 1984 року:
У прес-релізах повідомляється, що Марокко офіційно подала заявку на членство в Європейському співтоваристві і що глави держав і урядів розглянули цю заяву під час Європейської ради у Фонтенбло. Відповідно до положень статті 237 Договору про ЄЕС «будь-яка європейська держава може подати заявку на вступ до Співтовариства…». Чи вважає Комісія, що приєднання Марокко до Співтовариства можливе згідно з чинними договорами про створення Європейських Співтовариств?
19 лютого 1985 року Жак Делор, тодішній президент Європейської комісії, відповів негативно.

#### Запит парламенту до Ради Європейських Співтовариств
13 лютого 1985 року депутат Європарламенту Хорст Зефельд у свою чергу ставить запитання Раді:
Les informations parues dans la presse selon lesquelles le Maroc aurait demandé à la Communauté sont-elles exactes et, dans l'affirmative, cette demande a-t-elle été présentée par la voie officielle et quelle a été la réaction du Conseil ?
Рада відповідає на це запитання, що Марокко не подавало жодної заявки на членство в Співтоваристві.
Така відповідь Ради пояснюється тим, що запит, сформульований королем Марокко, не був переданий до Ради, згідно з умовами статті 237, але Європейській раді, яка тоді була лише фактичною інституцією, не передбаченою текстом договорів.

### Позиція Марокко

#### Думка короля Хасана II
Король Хасан II мотивує це прохання кількома причинами:
- Географічну: тоді існував проєкт мосту, що з'єднує Марокко з Європою через Гібралтарську протоку. Крім того, король підкреслює близькість Марокко до європейського континенту.[5]
- Геополітична: король підкреслював геополітичне значення, яке становитиме приєднання Марокко, надаючи йому стратегічний відступ.[7] Він описує Марокко як сільську місцевість Європи.[5]
- Економічна: Марокко буде транзитним пунктом для видобутку корисних копалин і нафтових багатств з Африки до Європи.[8]
- Демократична: король підкреслює наявність у Марокко демократичних політичних інститутів.[8]

Ці аргументи лежать в основі політичної вимоги, сформульованої на Європейській Раді, а не в Раді Європейських Співтовариств.

#### Думка Азеддін Гессуса
Азеддін Ґессус, тодішній міністр торгівлі, промисловості та туризму Марокко, вважає, що поданий запит є частиною довгострокового проєкту (згадуючи про тривалість переговорів, які дозволили приєднатися певним державам).
Більше того, він наголошує, що Марокко не буде заперечувати свій африканський характер і членство в Лізі арабських держав. Однак слід зазначити, що цей запит на членство стався після виходу Марокко з Організації африканської єдності (яка з тих пір стала Африканським Союзом) після приєднання держави, не визнаної на міжнародному рівні і на яку претендує Західна Сахара Марокко.
Серед причин, які виправдовують заявку на членство, Міністр нагадує, що громади становлять ринок із 360 мільйонами жителів з високою купівельною спроможністю.

### Переговори
Переговори почалися 16 грудня 1985 року. 1 жовтня 1987 року Європейська Рада відхилила кандидатуру Марокко на членство в Європейському Союзі на підставі статті 49 Договору про Європейський Союз, яка передбачає, що держава-кандидат має бути географічно «європейською».

## Наслідки
Після відмови Європейської Ради торговельну угоду 1976 року було переукладено, а економічні, соціальні та фінансові положення були додані в 1988 році. У 1996 році була підписана угода про асоціацію, прийнята в рамках партнерства Євросред, заснованого в Барселоні в 1995 році, яка набула чинності в 2000 році. Нарешті, 13 жовтня 2008 року Марокко отримало розширений статус, зміцнивши вже існуюче партнерство.